# MG 51
A Mg 51, de 7.5 mm Maschinengewehr 1951, é uma metralhadora de uso geral fabricada pela W + F da Suíça. A arma foi introduzida no serviço suíço quando o Exército Suíço iniciou um concurso para um nova metralhadora para substituir a metralhadora pesada Mg 11  e a metralhadora leve Furrer M25, adotadas em 1911 e 1925, respectivamente.

## História
Por volta de 1942, o Exército Suíço iniciou uma competição por uma nova metralhadora de serviço para substituir a Mg 11 "pesado"e a LMg25 "leve", adotadas em 1911 e 1925, respectivamente. De acordo com as especificações do Departamento de Tecnologia de Guerra (em alemão:  Kriegstechnische Abteilung, KTA), a cadência de tiro cíclica máxima de 1.000 tiros por minuto não deveria ser excedida. Três participantes aderiram à competição: a Waffenfabrik Bern, de propriedade do governo, e as fábricas privadas SIG e Hispano-Suiza. A Waffenfabrik Berna baseou seu desenvolvimento no enorme sucesso alemão da Segunda Guerra Mundial: a MG 42 e seus acessórios.
Os primeiros protótipos surgiram por volta de 1944 e pareciam muito com MG 42, embora a forma do receptor e da soleira fosse um pouco diferente. Com todos estes protótipos, foram detectados disparos curtos, que não podiam ser tolerados, uma vez que os suíços atiravam sobre as suas próprias tropas durante os exercícios de fogo real. 
O projeto final, que surgiu em 1950, ainda era, em muitos aspectos, semelhante à MG 42, embora muitos componentes fossem produzidos por usinagem em vez de estampagem, o que aumentava o peso, a estabilidade e os custos de produção da metralhadora. Para evitar problemas de disparos curtos induzidos pelo tempo de trancamento, a Waffenfabrik Bern alterou o sistema de trancamento de roletes para o trancamento flapper. Estes métodos de trancamento são semelhantes em termos de conceito. A arma resultante estava no papel de metralhadora leve, sendo 4,4kg mais pesada que a MG 42 alemã, e muito mais finamente produzida e acabada. 
A Mg 51 serviu como uma metralhadora primariamente de infantaria e de veículos para o Exército Suíço. Ela era geralmente disparada na função de metralhadora média, com seu tripé universal em alcances operacionais de 600 a 1.500 metros. Quando empregada na função de metralhadora leve, à curta distância até 600m, rajadas curtas de 6 tiros podiam ser disparadas de seu bipé e em assaltos móveis também era possível atirar de uma posição em pé a partir do quadril. Desde 2005, a Mg 51 foi gradualmente substituída em serviço pela metralhadora FN Minimi, de origem e fabricação belgas. A Minimi é mais leve e menos dispendiosa, mas também menos potente - sendo calibrada em 5,56mm. 

## Detalhes do projeto
A Mg 51 é uma arma operada por recuo curto, com culatra trancada, refrigerada a ar e apenas automática, alimentada por cinta de munição. Ela usa um sistema de trancamento com um ferrolho de duas peças e abas de trancamento duplo localizadas na parte frontal do ferrolho. Estas abas engajam os cortes feitos na extensão curta do cano para fornecer o trancamento rígido. Após o recuo, as abas são retraídas em direção ao centro do ferrolho, para destrancá-lo. Um acelerador de ferrolho adicional, do tipo alavanca, é fornecido; está localizado no receptor, próximo à culatra do cano e abaixo do ferrolho. A carcaça da arma também se assemelha um pouco à MG 42 alemã, embora seja feita de duas partes separadas – a camisa do cano (feita de aço estampado) e o receptor (um corpo usinado sólido). O revestimento do cano é soldado permanentemente à parte dianteira do receptor.
O cano pode ser trocado rapidamente, se necessário; o procedimento de troca do cano é semelhante ao da MG 42, com a trava de trancamento localizada no lado direito da camisa, que é aberta para fornecer uma janela de substituição do cano.
O sistema de alimentação da cinta também é semelhante à da MG 42, com alimentação de cartucho de estágio único que usa cintas de aço de bolso aberto (do tipo de empurrar) e uma tração de correia de dois estágios (no movimento de abertura e fechamento do ferrolho). A alimentação é do lado esquerdo. As caixas de munições podem conter até 200 cartuchos nas cintas. Para o papel móvel, as cintas de 50 tiros podem ser carregadas em recipientes do tipo de tambor, que são grampeados na lateral da arma.
A mira de ferro aberta padrão é graduada em 100 a 2000 metros, em incrementos de 100 metros, e o elemento da massa de mira é montado em um poste dobrável. Alternativamente, uma mira óptica de 2,3% de aumento também pode ser utilizada até 2.000 metros.
Para o papel de metralhadora leve, um bipé dobrável é montado na camisa do cano. Para a função de metralhadora média (missões de fogo sustentado ou de longo alcance), foi desenvolvido um tripé pesado universal.
Com a montagem anti-aéria (Flugabwehr), a Mg 51 também foi usado para combate frontal contra aeronaves até uma distância de cerca de 800 metros. 
As primeiras armas de produção tinham punhos de pistola e coronha de madeira; armas mais modernas têm armação de polímero.

## Variantes
- Mg 51: versão padrão
- Mg 51/71: versão para veículos como o Mowag Eagle ou o Pz 68
- Mg 51/80: versão para fortificações
- Pz MG 87: versão coaxial para o Pz 87 com gatilho eletromagnético

A Pz Mg 51/71 é uma variante montada em veículo para veículos blindados, como o carro de reconhecimento Mowag Eagle. Os tanques principais Pz 55 e 57 (Centurion Mk 5/2 e Centurion Mk 7/2), Panzer 68 e o tanque de recuperação Entp Pz 65 apresentavam várias variantes PZ MG baseadas na Mg 51, cabendo como metralhadoras coaxiais ou montadas em reparos antiaéreos.
A Pz Mg 87 é a variante mais moderna, e é utilizada no Pz 87 "Leopard 2", com a única diferença sendo um gatilho eletromagnético, junto com um interruptor permitindo uma cadência de tiro reduzida em 50%, e uma montagem para caber dentro da blindagem em vez da estrutura dianteira.

## Galeria

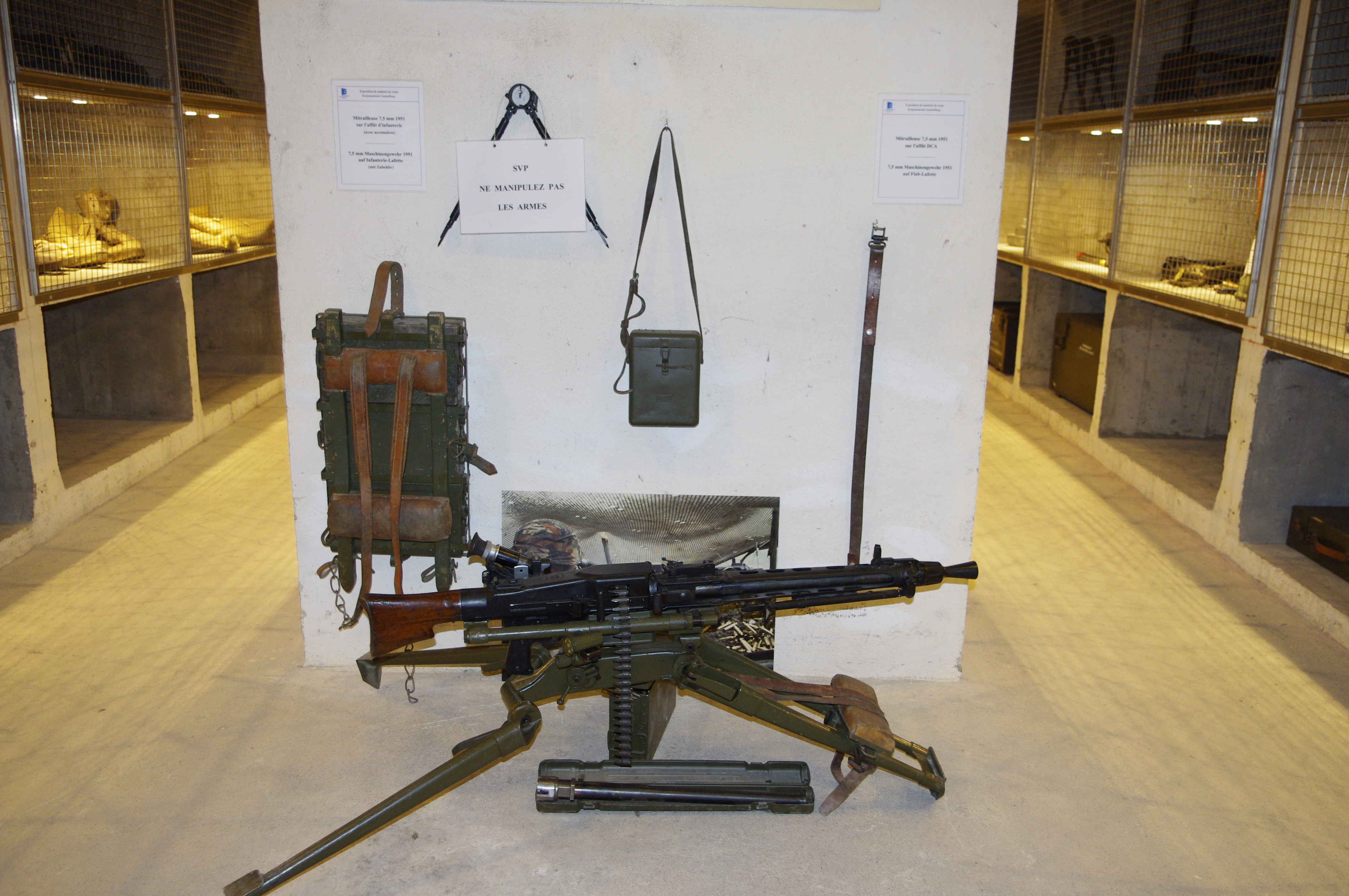
Mg 51 num tripé com acessórios. Observe o protetor tubular (sobressalente) usado como acessório de campo.
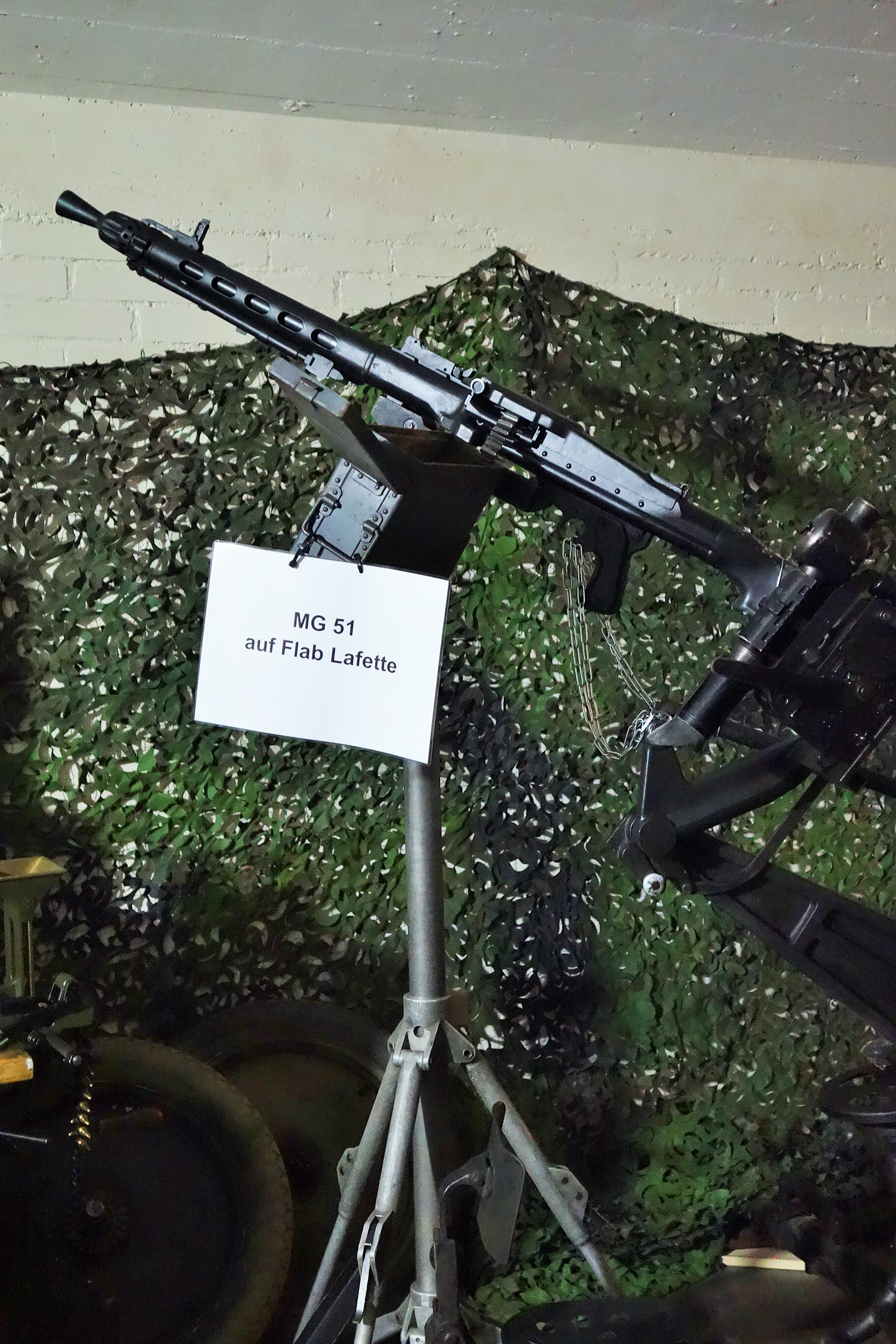
Mg 51 sobre um reparo antiaéreo.
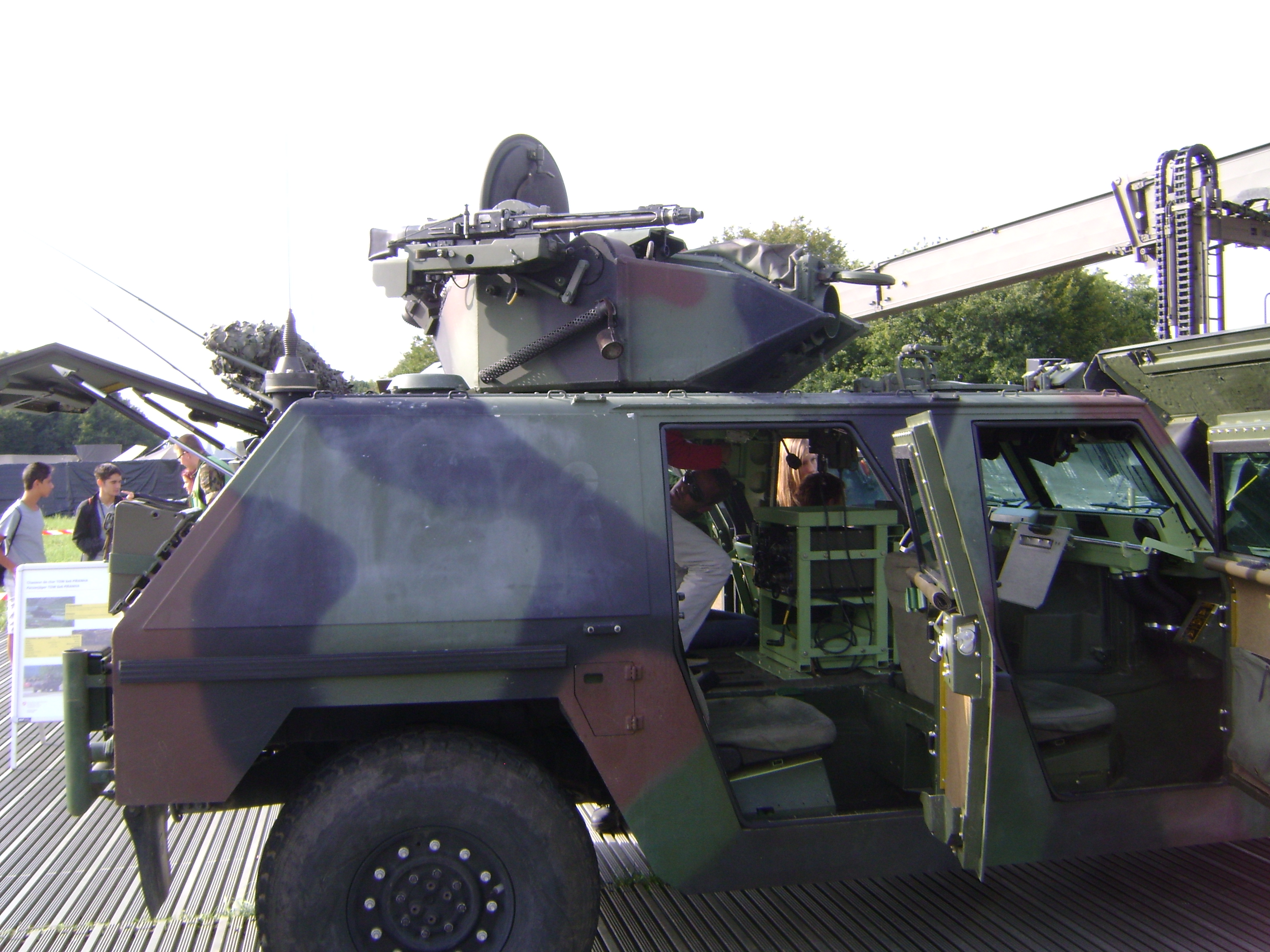
Mowag Eagle III armado com uma estação de armas remota montada PZ Mg 51/71.
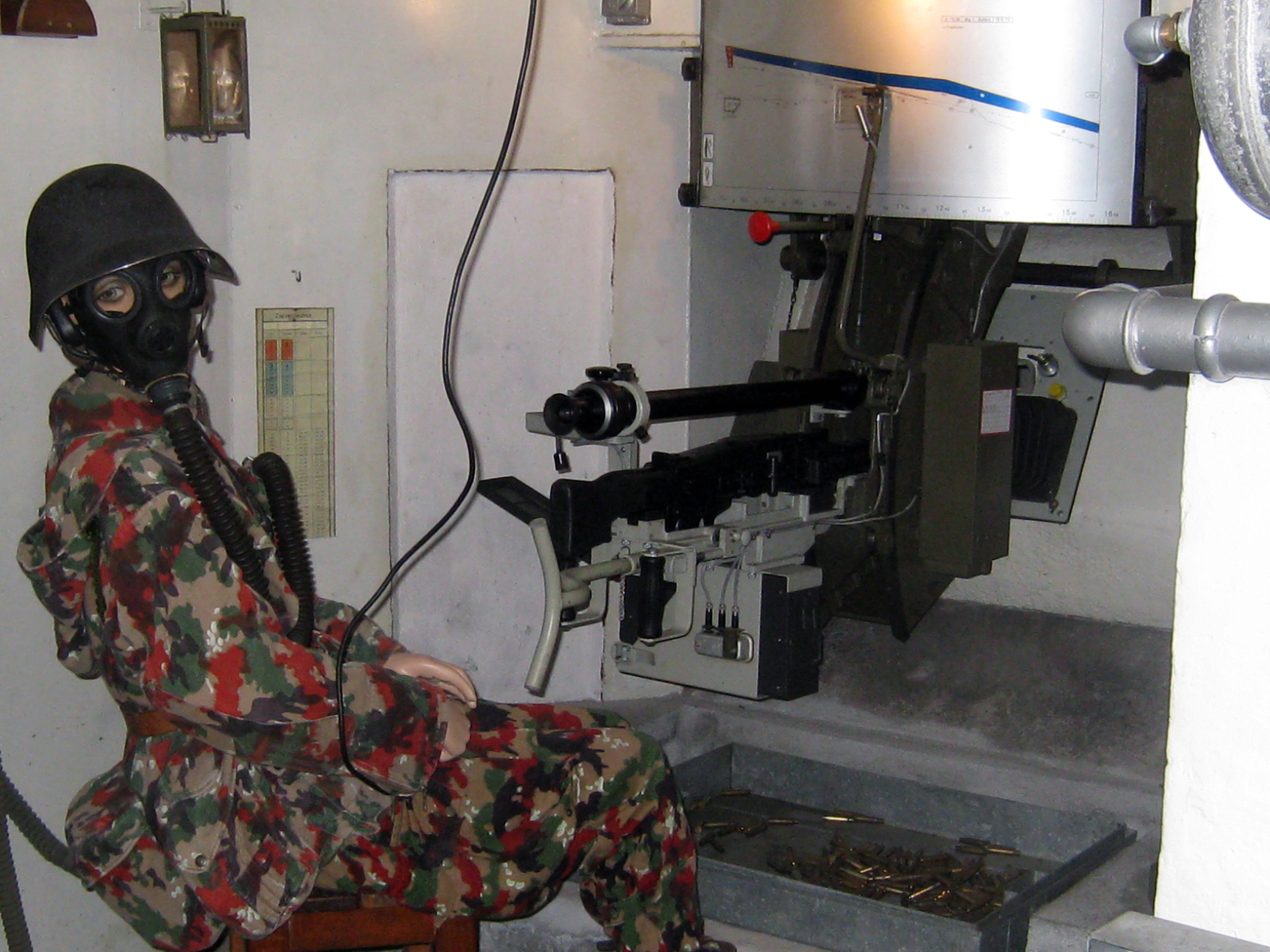
Mg 51/80 numa fortificação.
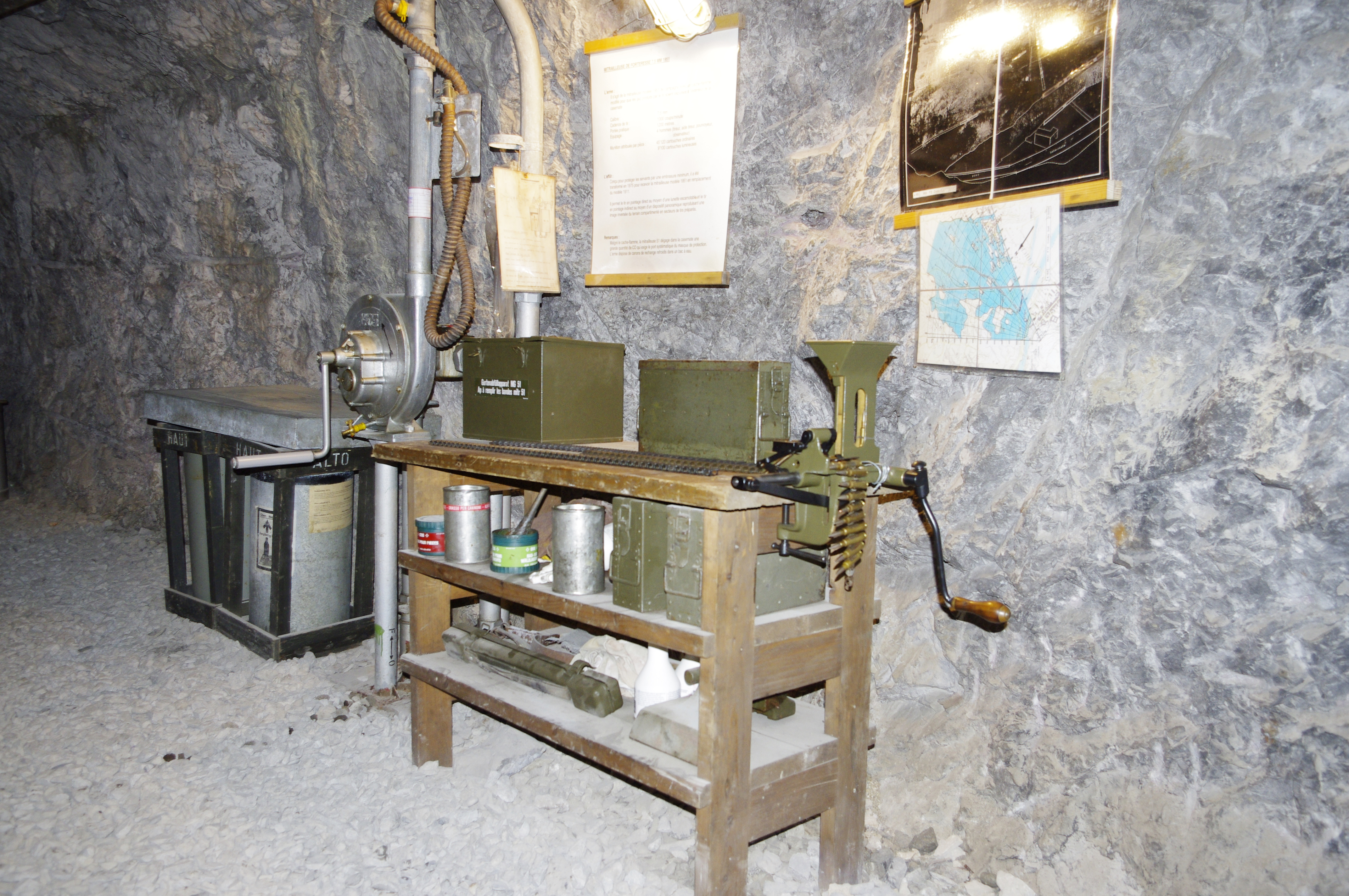
Máquina de enchimento da cinta de munição em uma fortificação
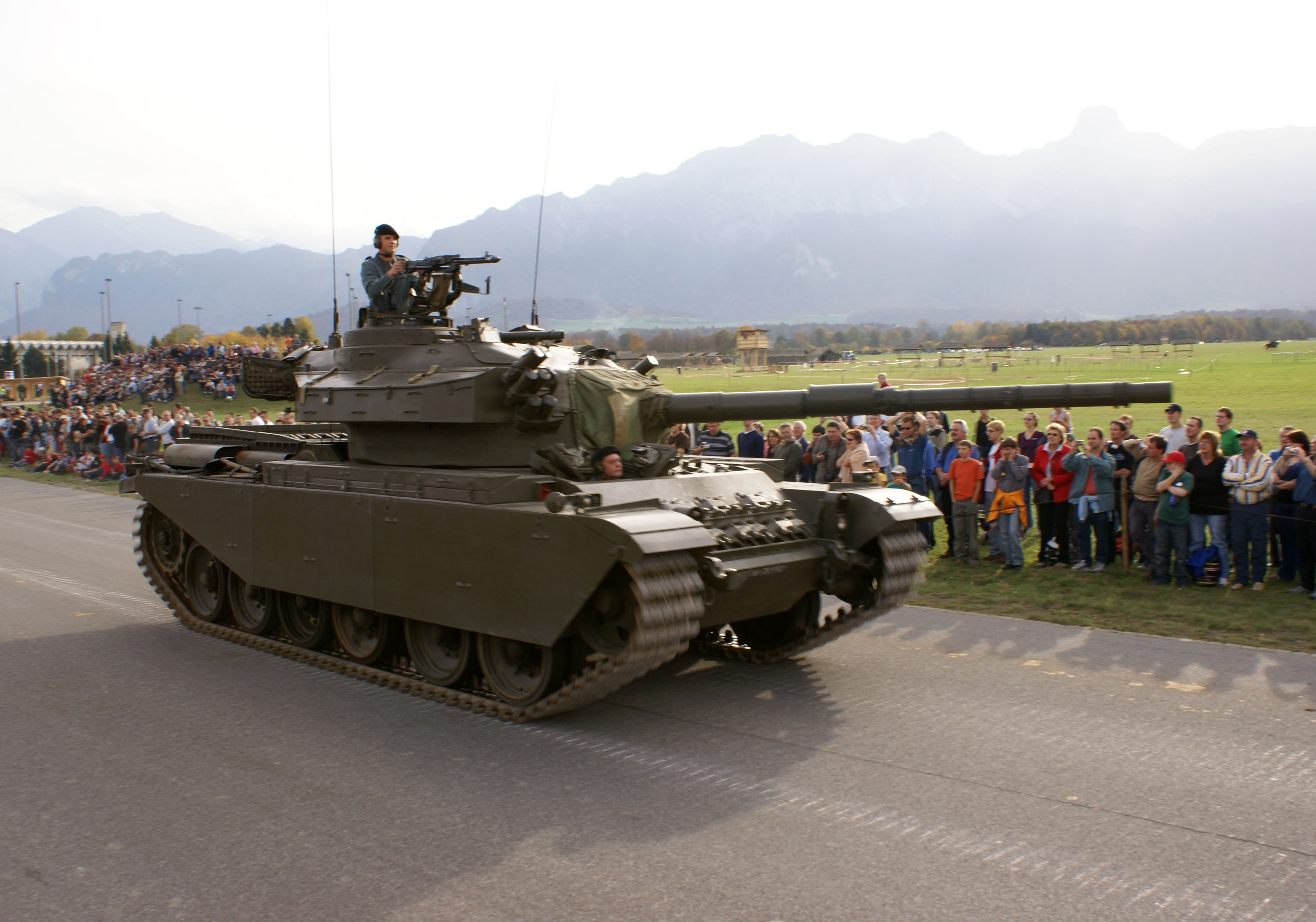
Pz 55 armado com uma Mg 51 coaxial e montado em reparo.
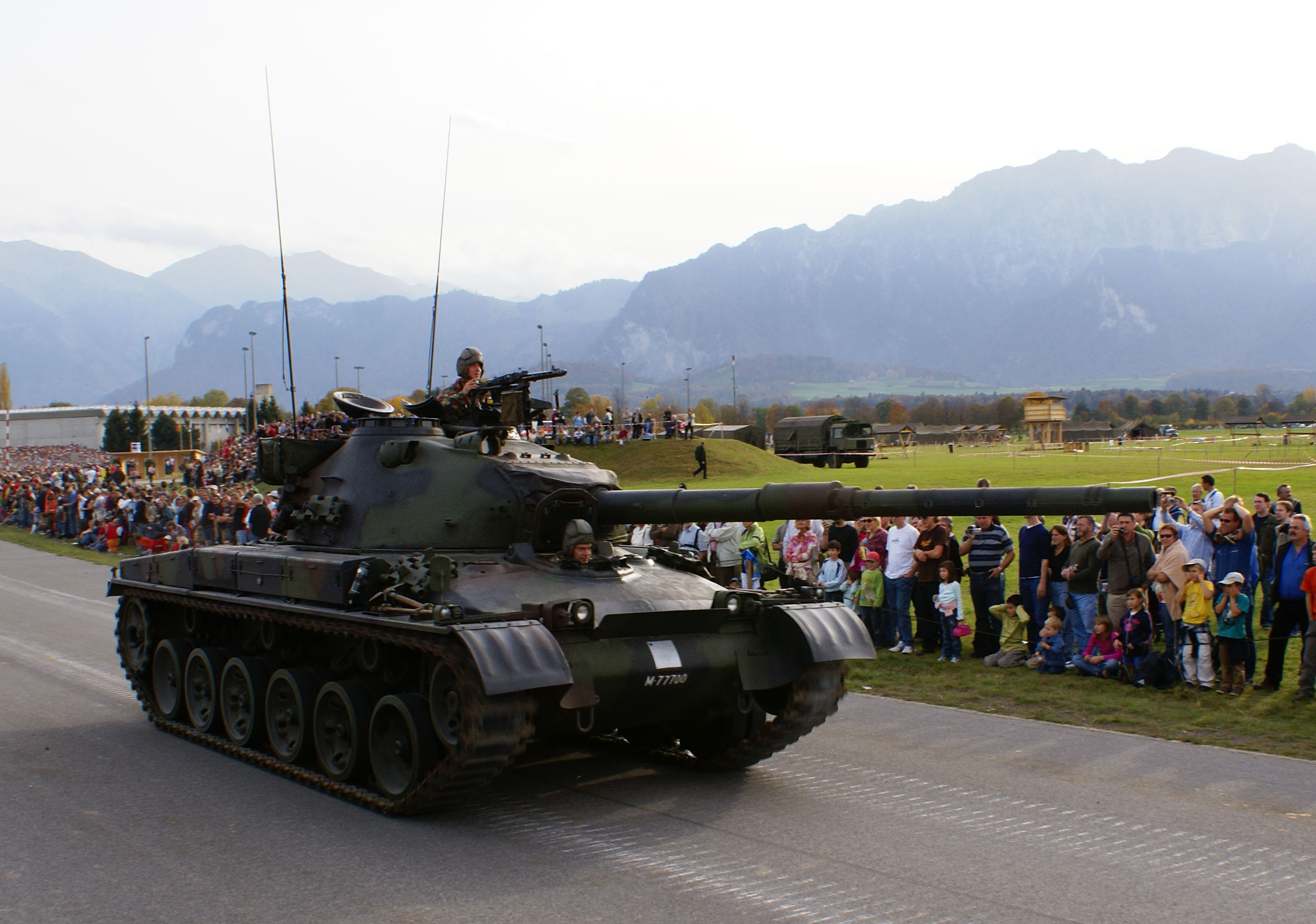
Pz 68 armado com um Mg 51 coaxial e montado em reparo
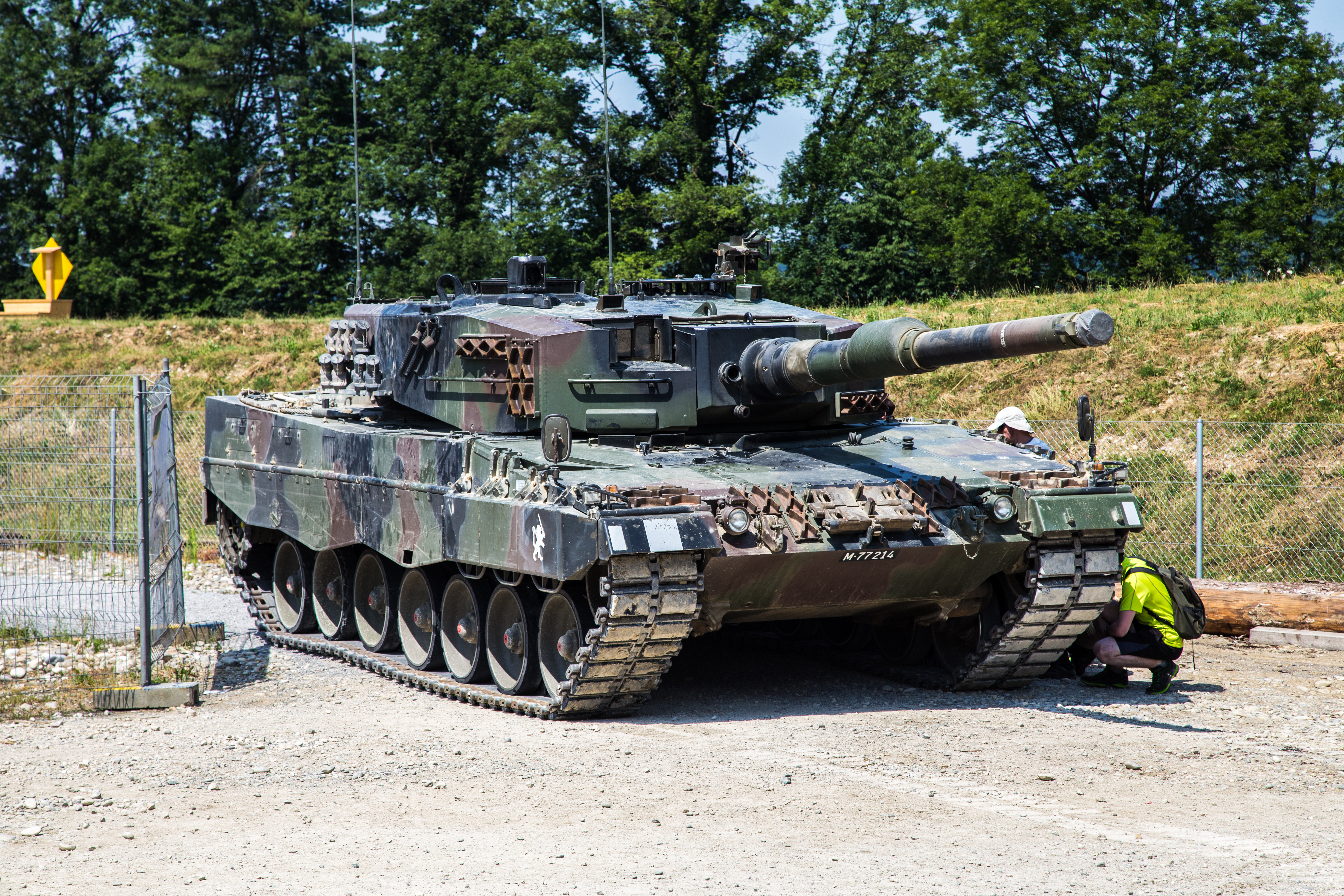
Pz 87 armado com uma PZ Mg 87 coaxial .
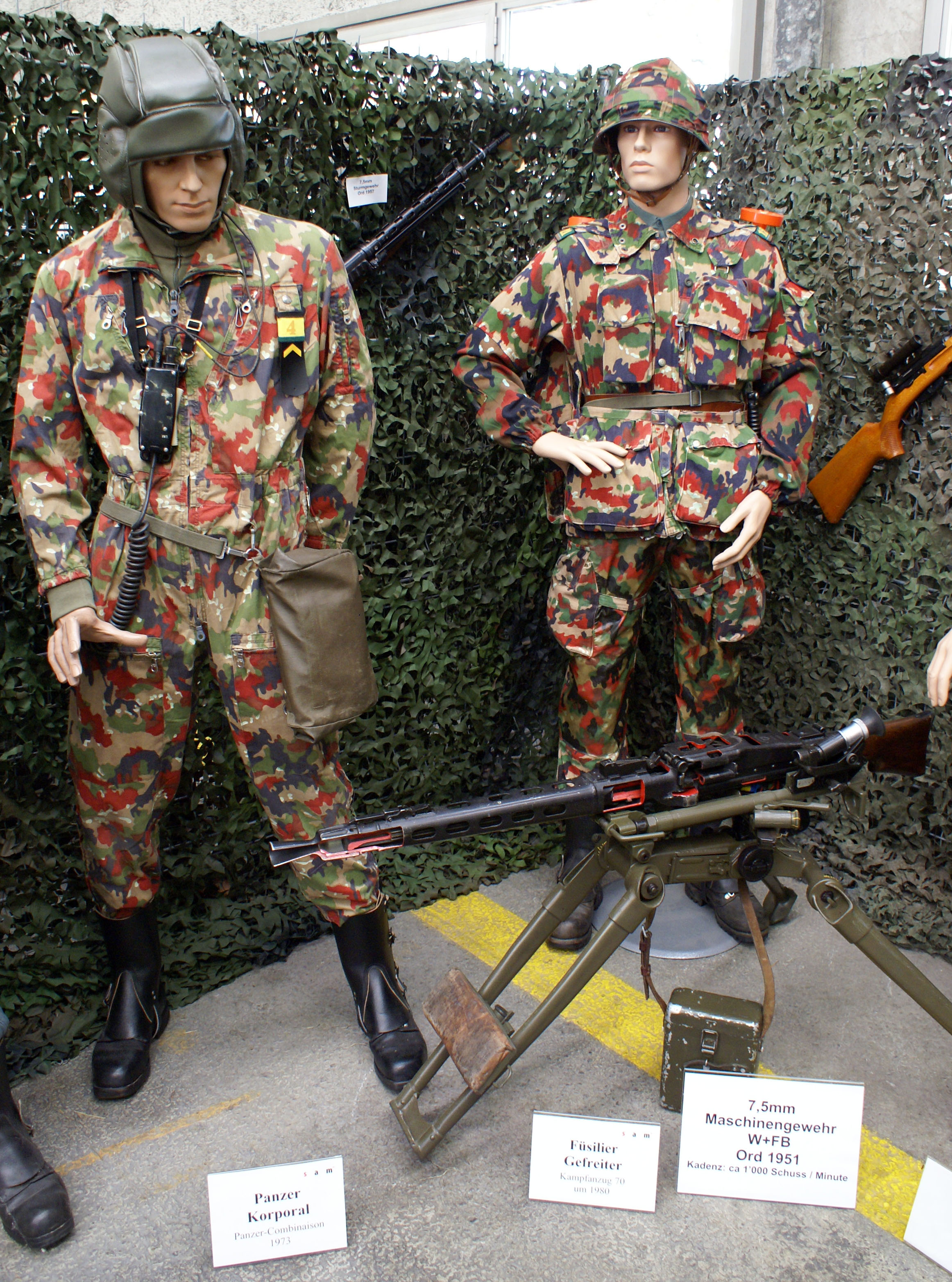
Mg 51 com o reparo de metralhadora pesada.

## Usuários
- Dinamarca: calibrada em .30-06 Springfield[4]
- Suíça